# Prostorová analýza dat
Prostorovou analýzu lze definovat jako techniku, která se snaží popsat existující vzory v prostorových datech a stanovit vztahy mezi různými geografickými proměnnými. 

## Cíle prostorové analýzy dat
Hlavním cílem prostorové analýzy dat je měřit vlastnosti a vztahy, v rámci zkoumaného území a vysvětlit prostorový model variability z pohledu dalších atributů. To znamená, že ústřední myšlenkou je začlenit prostor do analýzy, kterou chceme provést.

## Historie

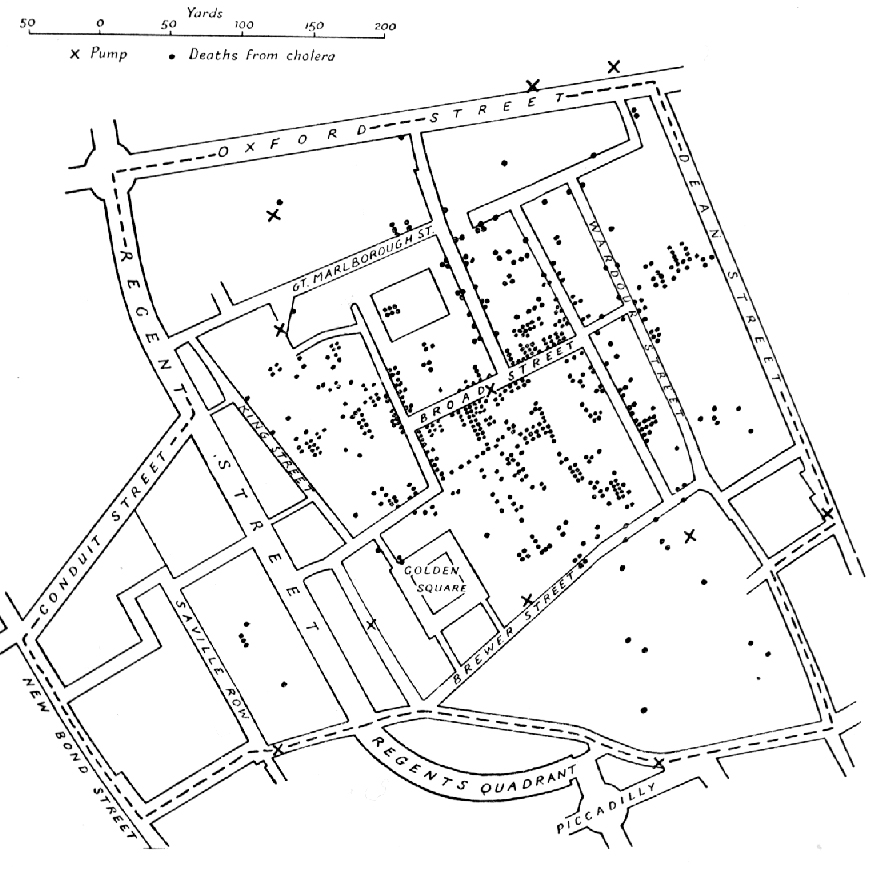
Mapa dr. Snowa

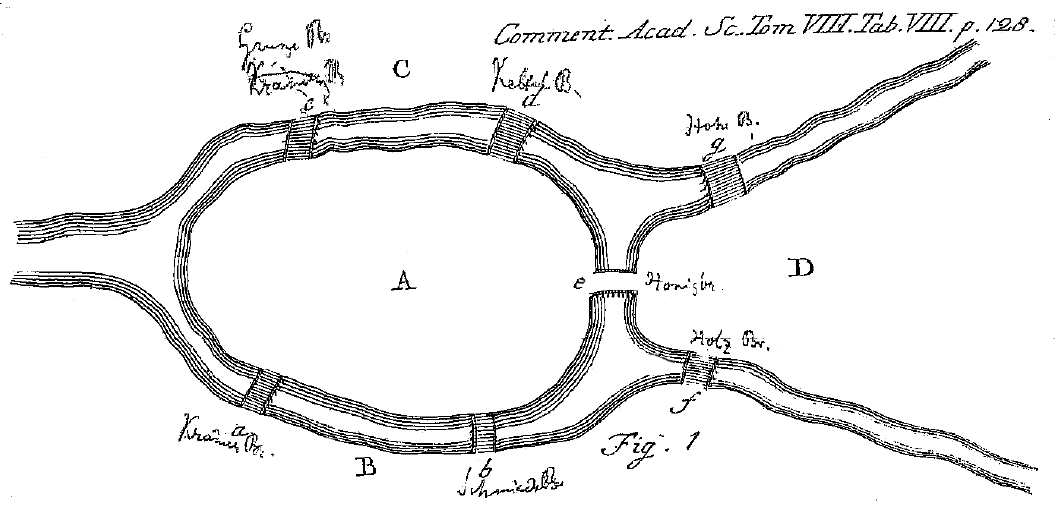
Mosty v městě Kaliningrad

Postupy prostorové analýzy byly převzaty hlavně z příbuzných oborů jako například sociální geografie. Kromě toho zahrnují metody z matematiky a statistiky, modely z ekonomie, ekonomického zeměpisu či fyziky. Nejstarší prostorová úloha byla nalezení bodu s minimálním součtem vzdáleností od daných 3 bodů, kde kořeny sahají až do lokalizačních úloh. Alfred Weber v roce 1909 popsal tuto analýzu ekonomickou interpretací.
V roce 1736 řešil německý matematik Leonhard Euler tzv. úlohu 7 mostů (mosty Kaliningradu). Cílem takové úlohy je nalézt jednu trasu, která obsahuje všechny hrany (mosty) právě jednou, zároveň musí začínat a končit v jednom bodě. 
První uvedenou analýzou použitou v epidemiologii je studie doktora Johna Snowa z roku 1854 o způsobu přenosu cholery ve vztahu ke změnám v pozorované mortalitě v Londýně. Do jedné mapy společně zobrazil umístění studní, výskyt nemoci a úmrtí a síť ulic a poté se mezi těmito proměnnými snažil najít spojitost.

## Prostorová data
Tento druh dat obsahuje informace o konkrétní geografické poloze na zemském povrchu. Prostorová data se skládají z menších prvků, stejně jako se molekula vody skládá z atomů vodíku a kyslíku. Při použití této analogie existují v případě prostorových dat dva datové modely složené z jednotlivých „atomů“. 

### Primární prostorová data
Data přímo z terénu, která ještě nebyla dále zpracována, jsou tzv. primární prostorová data. Mohou být jak vektorová, tak rastrová. 

#### Vektorová data
Ve vektorovém datovém modelu jsou „atomy“ body. Vektorová data graficky znázorňují reálný svět pomocí bodů, linií a ploch s konkrétními souřadnicemi. Spojením bodů vznikají linie a jejich spojením polygony. 

#### Rastrová data
V rastrovém datovém modelu jsou „atomy“ pixely a data jsou nejčastěji prezentována v pixelové mřížce. Každý pixel v rámci rastru má určité umístění a sadu atributů. Hodnotu pixelu představuje barva. Běžným příkladem rastrových dat jsou například fotografie. Pokud jde však o prostorová data, rastry se obvykle vztahují k ortofotomapám, které jsou vytvořené ze snímků pořízených z lítajících zařízení, jako jsou satelity, letadla nebo třeba drony. 

### Sekundární prostorová data
Jsou to data, se kterými se denně setkáváme. Tato data už byla nějakým způsobem zpracována. 

## Použití prostorových dat v GIS
Obvykle se prostorová analýza provádí pomocí geografického informačního systému (GIS). GIS obvykle poskytuje nástroje prostorové analýzy pro výpočet vlastností statistik a vykonávání činnosti geoprocessingu jako datové interpolace. GIS lze použít jako podporu pro prostorovou analýzu dat vyplývajících z průzkumů přírodních zdrojů, jako jsou: geologické, topografické, ekologické, fytogeografické a pedologické mapy; a lidské zdroje, jako jsou: socioekonomické, demografické, městské a zdravotní údaje.
GIS je program nebo několik vzájemně propojených programů, které umožňují vizualizovat, analyzovat a spravovat prostorová data prostřednictvím mapy. Takové systémy se používají třeba k vizualizaci a analýze síťových dat v mnoha různých odvětvích, např. v energetice, teplárenství nebo telekomunikacích. 

## Použití prostorových dat v grafické podobě
Prostorová data se běžně prezentují na mapách. Mapy mohou odrážet složité problémy a pomáhat pochopit různé jevy. Data se na mapách snáze interpretují, protože si lze rychlým pohledem všimnout souvislostí. Mapy pomáhají přijímat rychlejší a informovanější rozhodnutí. Lze je použít i pro prezentaci dat, která obvykle nejsou vizuální, jako jsou demografické údaje nebo korelace, např. u předpovědí teplot.
Zajímavou mapovou variantou je kartogram. Taková mapa prezentuje jev pomocí jeho relativních hodnot (např. průměru) v rámci předem definovaných územních jednotek. Příkladem je průměrná hustota zalidnění na úrovni krajů.

## Prostorová data na webu
Dalším způsobem využití prostorových dat je vytvoření mapy nebo 3D zobrazení pomocí internetové vizualizační knihovny. Ta umožňuje sdílet vizualizace pomocí adresy URL. Může to být interaktivní mapa nebo úložiště dat. 

## Prostorová analýza dat a současnost
Prostorová data jsou velice užitečná, ale dříve byla mnohem méně dostupná. Kvůli problémům s dostupností jich nebyl dostatek pro jejich rozšířené analyzování. Stále dokonalejší počítače a další zařízení pro sběr a zpracování dat tento proces usnadňují. Proto firmy při hledání řešení svých problémů a obchodních potřeb využívají prostorová data. Analýzy prostorových dat umožňují lépe porozumět procesům a jevům a přijímat tak informovanější rozhodnutí. 